# تیم ملی هندبال مردان فلسطین
تیم ملی هندبال فلسطین نماینده فلسطین در مسابقات بین‌المللی است.